# ショート・ターム
『ショート・ターム』(Short Term 12) は、2013年のアメリカのドラマ映画。2009年のデスティン・ダニエル・クレットンによる短編映画「Short Term 12」を原作としている。クレットンが脚本と監督を務め、ブリー・ラーソンが主役の問題を抱えるティーンエイジャーたちのためのグループホームのケアマネージャーを演じた。
クレットンはティーンエイジャーを擁する施設での自身の体験を基に、まず原作の短編を執筆・製作し、後にその長編化である本作の脚本を執筆した。出演したラーソンとジョン・ギャラガー・JrはSkypeを通じたオーディションで、子供たちの多くは公開募集でそれぞれ配役が決定した。撮影は20日間に亘りロサンゼルスで行われた。
『ショート・ターム』は2013年3月10日、サウス・バイ・サウスウエスト映画祭で初上映され、2013年8月23日に一般公開された。映画は好評をもって迎えられ、100万ドルを超える興行収入を集めた。批評家たちは映画のリアリズムと温かい視点を讃え、とりわけラーソンの演技とクレットンの監督には賛辞が集まった。映画にはサウス・バイ・サウスウエスト映画祭長編ナラティブ部門の審査員賞および観客賞や、インディペンデント・スピリット賞3部門へのノミネーションといった多くの褒賞が与えられた。

## あらすじ
グレイスは問題を抱えるティーンエイジャーのためのグループホーム「ショート・ターム12」の若きケアマネージャーである。彼女は長らく同僚のメイソンと恋人関係にあるが、素直に気持ちを打ち明けられないでいる。グレイスは自身が妊娠していることを知り、直ちに中絶の予約を入れる。逡巡したあげく彼女はメイソンに妊娠していることだけを伝えると、メイソンは興奮を隠せない。ホームではもうすぐ18歳になるマーカスという少年が彼に虐待をしている母親の許へ帰らなければならず、2人は彼の問題に向き合わなければならない。
グレイスはホームに新しくやって来た自傷経験のある少女ジェイデンと親しくなる。長く滞在するつもりのなかったジェイデンは他の入居者と距離を置こうとする。自身の誕生日、父親が約束通り迎えに現れないと分かると、ジェイデンはパニックを起こしてスタッフに暴力的に振る舞う。グレイスは反省部屋に入れられたジェイデンに近付き、自分の自傷痕を見せる。その夜、ホームの皆が彼女の誕生祝いを開いている最中、ジェイデンは施設を抜け出す。ホームの職員は入居者を無理に連れ戻すことが許されていないため、グレイスはジェイデンの後を追い、彼女の家に辿り着く。家が留守だと分かると、2人はホームへ戻ることにする。ジェイデンはグレイスに自分の作った絵本を読み上げて聞かせ、グレイスはジェイデンが父親による虐待を受けているのではないかと疑い始める。
メイソンの里親のパーティーに招かれたグレイスは、メイソンから求婚され了承する。翌朝、グレイスは自身の父親が刑務所から釈放されることを知り動揺し、慰めようとするメイソンを拒む。グレイスはホームに出勤するとジェイデンが彼女の父親によって連れて返されたことを知り、父親によるジェイデンへの虐待が認められなかったため彼女を家に帰した上司に対して怒りを露にする。その日、グレイスはマーカスが自殺を試みて負傷しているところを発見する。
病院でマーカスの治療中、憔悴したグレイスは、心を打ち明けることを求めるメイソンに結婚はできない、子供は産めないとだけ伝える。動揺した彼女はジェイデンの父親の家に忍び込み、寝ている父親をバットで襲おうとしたところをジェイデンに見つかる。ジェイデンの提案で2人は代わりに父親の車の窓を叩き割ると、グレイスは自分が実父から性的虐待を受けていたことを伝え、ジェイデンは父親からの虐待の痕を見せる。ジェイデンはホームに戻り、父親からの虐待を打ち明ける。グレイスは帰宅してメイソンに謝る。メイソンが彼女にマーカスはよくなるだろうと伝えると、グレイスは「私も」と返答する。
数週間後、グレイスは心理療法を受けており、メイソンと腹部のエコー検査の結果を見ている。施設を出たマーカスと邂逅したグレイスとメイソンはその日ホームで他のスタッフに驚くべき話を伝える。

## キャスト
- グレイス - ブリー・ラーソン
- メイソン - ジョン・ギャラガー・Jr
- ジェイデン - ケイトリン・デヴァー
- ネイト - ラミ・マレック
- マーカス - キース・スタンフィールド
- ルイス - ケヴィン・ヘルナンデス
- ヘンドラー - メローラ・ウォルターズ
- ジェシカ - ステファニー・ベアトリス（英語版）
- ケンドラ - リディア・デュ・ヴォー
- サミー - アレックス・キャロウェイ
- ジャック - フランツ・ターナー
- ベス - ダイアナ・マリア・リーヴァ

## 製作

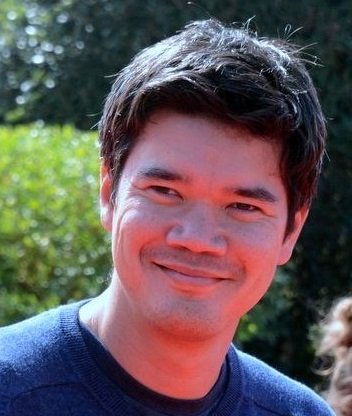
デスティン・ダニエル・クレットンは自身の施設での就労経験を基に『ショート・ターム』をしたためた。

デスティン・ダニエル・クレットンは自身の2年に亘るティーンエイジャーのためのグループ施設でのスタッフとしての体験を基に、サンディエゴ州立大学映画学科での卒業プロジェクトとして『ショート・ターム』の基となった22分の短編「Short Term 12」を制作した:5。同作は2009年のサンダンス映画祭で披露され、短編部門の審査員賞を受賞した。卒業後、クレットンは男性が主役だった短編を女性を主役にした長編用脚本に改め、この脚本は2010年に映画芸術科学アカデミーのニコル脚本家奨励金を授与された5本の脚本の1つに選ればれた:5。クレットンは製作にあたり同様の施設について調査を行い、施設の子供たちから直接聞いた話も脚本に取り入れた。
ブリー・ラーソンとジョン・ギャラガー・Jrは脚本を受け取った後Skypeを通じたオーディションでそれぞれ役を獲得した。ギャラガーは脚本を「自分に届いた中でおそらく最高のもの」と回顧している。ラーソンとギャラガーは役のため同様の施設のスタッフに密着し、演じるキャラクターの人物造形に努めた:7–8。キース・スタンフィールドは原作の短編にも出演している唯一の役者である:10。スタンフィールドは短編への出演後、俳優としての活動をやめており、携帯電話も持っていなかったためクレットンにとって彼を捜すのは難航したが、最終的にメールで連絡をつけることができた:10。映画に出演している子供たちの多くは公開募集で配役され、ほとんどは演技経験がなかった。サミーを演じたアレックス・キャロウェイは、Craigslistで募集を見つけ携帯電話で撮影したオーディションテープを応募して役を獲得した:8。
撮影は2012年9月に20日間に亘ってロサンゼルスで行われた:5。グループホームのシーンにはシルマー近郊の元短期滞在施設が使われた。編集は撮影と並行して行われ、オリジナル・カットとディレクターズ・カットはともに2時間を超えたが、クレットンはファイナル・カットを100分以下に抑えることを目指した。編集のナット・サンダーズによると初期のカットは重すぎると感じられ、映画のトーンを軽くするため多くのシーンがカットされ、最終的に映画は96分になった。

## 公開
『ショート・ターム』は2013年3月にテキサス州オースティンで開かれたサウス・バイ・サウスウエスト映画祭で初上映され、長編ナラティブ部門の審査員賞と観客賞を受賞したほか、シネダイムによって配給権が購入された。映画は2013年8月にロカルノ国際映画祭で初めて海外で上映され、スタンディング・オベーションを受けた。
劇場ではまず8月23日にロサンゼルスとニューヨークで限定公開され、9月13日の全国公開まで各都市に徐々に拡大する形で公開された。

### 興行成績
映画は公開日の週末に4館で5万6206ドルを売り上げ、1館あたり1万4052ドルという優れた成績をもたらした。最終的に北米では26週に亘り最大75館で公開され、101万3100ドルを売り上げた。海外ではこれまで63万2064ドルを売り上げており、北米と合わせると164万5164ドルに達する。

### 批評

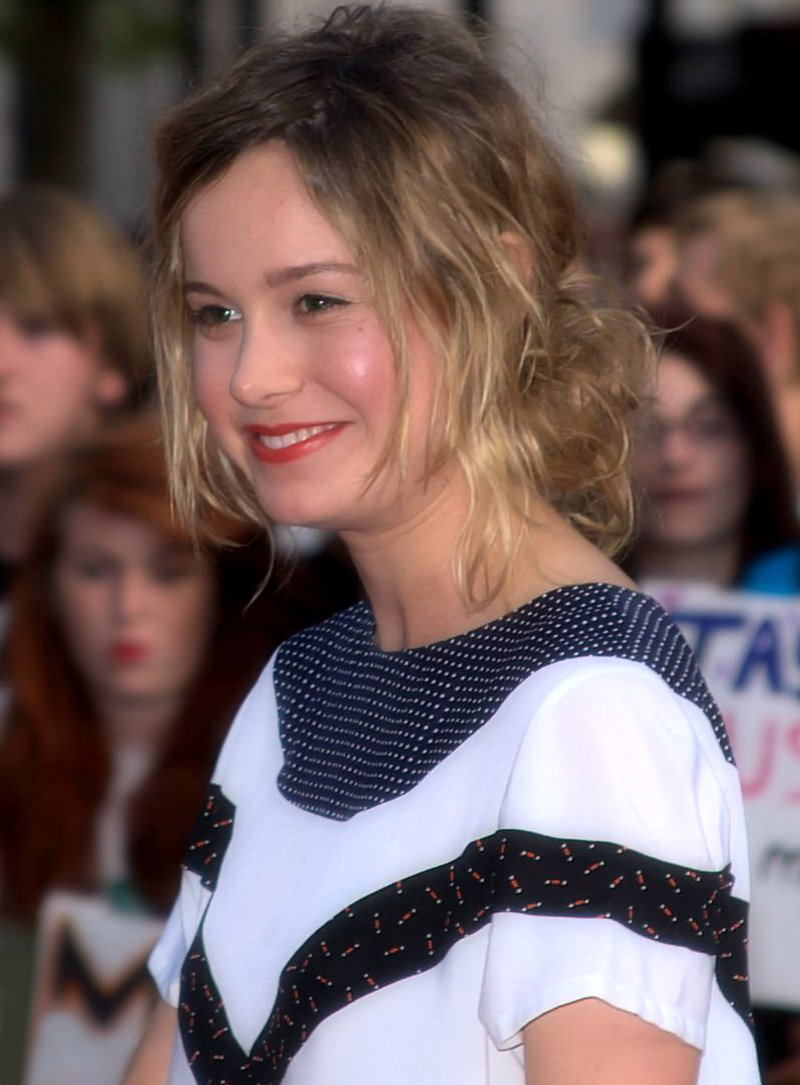
主演したブリー・ラーソンの演技は批評家から高い評価を得た。

『ショート・ターム』はサウス・バイ・サウスウエストでの上映当初から観客、批評家ともに熱烈に迎えられた。Rotten Tomatoesは149件の批評を基に同作の平均評価を8.4/10、批評家の総意を「『ショート・ターム』は観る者をネグレクトされた若者たちの視点に引き込む、強烈で示唆に富むドラマだ」としている。Metacriticは36件の批評を基に100点満点中82点という「幅広い支持」の値を示している。/Filmのジャーメイン・リュシエは「すべてがとにかく完璧で魔法のように感じられ、映画とは何かが詰まった輝ける一例のようだ」「演技は衝撃的で、脚本は鋭く、演出は美しい。とても特別な映画」と書いた。『バラエティ』のピーター・デブルージは「この素晴らしいSWSX映画祭の受賞作を前に、他のコンペティションのラインナップはその足許にも及ばない」「この圧倒的なヒューマンドラマは、登場人物の多様な側面を徐々に暴きつつ、人を動かす教師というジャンルにフレッシュなエネルギーを吹き込んでいる」と書いた。『ロサンゼルス・タイムズ』のケネス・タランは映画を「小さな驚き」「類稀な自然さと共感の映画」「感動的で親密」と呼び、映画の誠実さと真実味に格別の賛辞を送った。一方『ガーディアン』のピーター・ブラッドショーは「本当にしてはキュートすぎるエンディング」を伴った「よく意図されているが、どこか非現実的な」映画だとして、その信憑性に疑義を向けた。
『ハリウッド・リポーター』のジョン・デフォアは本作を「間違いなく心動かされる」「巧みにバランスの取られた」映画だとし、「ブレット・ポーラックの手持ちのカメラワークとクレットンの非情緒的な演出には、観客の前にひけらかす必要のない、日常の中に潜むドラマ性の極致を認める誠実さがある」と書いた。『ニューヨーク・タイムズ』のマノーラ・ダージスもクレットンの演出を讃え、クレットンは「いかにそれが深く考慮されていることが見え透いていても、まるでそのまま撮られたかのようなイメージとシーンを通じて、意図も簡単に観る者をこのグループホームと入居する男女の生活に入り込ませる」と述べた。
ブリー・ラーソンのグレイス役の演技は批評家から特筆して絶賛された。The Playlistのケイティ・ウォルシュは「彼女はこの役を誰か逞しく力強く情熱的な、そしてまたとてつもなく脆く、か弱く、恐れ傷ついた人として説得することに成功している」「感情面でも身体面でも驚くべき演技であり、彼女は旋風である」と書いた。『エンパイア』のイアン・フリアもラーソンの演技を讃え「映画同様、彼女にあなたは一撃で心を打ちひしがれ、活力を呼び起こされるだろう」と書いた。

## 受賞とノミネート
| 賞                                   | 部門                                    | 対象                                                                                      | 結果       |
| ------------------------------------ | --------------------------------------- | ----------------------------------------------------------------------------------------- | ---------- |
| サウス・バイ・サウスウエスト映画祭   | 長編ナラティブ部門審査員賞              | 『ショート・ターム』                                                                      | 受賞       |
| サウス・バイ・サウスウエスト映画祭   | 長編ナラティブ部門観客賞                | 『ショート・ターム』                                                                      | 受賞       |
| リトルロック映画祭                   | 長編ナラティブ部門ゴールデン・ロック賞  | 『ショート・ターム』                                                                      | 受賞       |
| マウイ映画祭                         | 長編ナラティブ・ドラマ部門観客賞        | 『ショート・ターム』                                                                      | 受賞       |
| マウイ映画祭                         | ライジング・スター賞                    | ブリー・ラーソン                                                                          | 受賞       |
| ロサンゼルス映画祭                   | 長編ナラティブ部門観客賞                | 『ショート・ターム』                                                                      | 受賞       |
| ナンタケット映画祭                   | 長編映画脚本賞                          | デスティン・ダニエル・クレットン                                                          | 受賞       |
| ロカルノ国際映画祭                   | 女優賞                                  | ブリー・ラーソン                                                                          | 受賞       |
| ロカルノ国際映画祭                   | ジュニア審査員賞 (国際コンペティション) | デスティン・ダニエル・クレットン                                                          | 受賞       |
| ロカルノ国際映画祭                   | エキュメニカル審査員賞                  | デスティン・ダニエル・クレットン                                                          | 受賞       |
| ロカルノ国際映画祭                   | 金豹賞                                  | 『ショート・ターム』                                                                      | ノミネート |
| アテネ国際映画祭                     | 観客賞                                  | 『ショート・ターム』                                                                      | 受賞       |
| ハンプトンズ国際映画祭               | ブレイクスルー演技賞                    | ブリー・ラーソン                                                                          | 受賞       |
| ヘント国際映画祭                     | ヘント港パブリック・チョイス賞          | 『ショート・ターム』                                                                      | 受賞       |
| バリャドリッド国際映画祭             | 観客賞                                  | 『ショート・ターム』                                                                      | 受賞       |
| タリン・ブラックナイト映画祭         | 作品賞                                  | 『ショート・ターム』                                                                      | 受賞       |
| タリン・ブラックナイト映画祭         | 若手作品賞                              | 『ショート・ターム』                                                                      | ノミネート |
| ゴッサム・インディペンデント映画賞   | 女優賞                                  | ブリー・ラーソン                                                                          | 受賞       |
| ナショナル・ボード・オブ・レビュー賞 | インディペンデント映画トップ10          | 『ショート・ターム』                                                                      | 入選       |
| サンディエゴ映画批評家協会賞         | 作品賞                                  | 『ショート・ターム』                                                                      | ノミネート |
| サンディエゴ映画批評家協会賞         | 監督賞                                  | デスティン・ダニエル・クレットン                                                          | ノミネート |
| サンディエゴ映画批評家協会賞         | 脚色賞                                  | デスティン・ダニエル・クレットン                                                          | ノミネート |
| サンディエゴ映画批評家協会賞         | 主演女優賞                              | ブリー・ラーソン                                                                          | ノミネート |
| サンディエゴ映画批評家協会賞         | アンサンブル演技賞                      | 『ショート・ターム』                                                                      | ノミネート |
| デトロイト映画批評家協会賞           | 主演女優賞                              | ブリー・ラーソン                                                                          | 受賞       |
| デトロイト映画批評家協会賞           | ブレイクスルー賞                        | ブリー・ラーソン                                                                          | 受賞       |
| デトロイト映画批評家協会賞           | 作品賞                                  | 『ショート・ターム』                                                                      | ノミネート |
| デトロイト映画批評家協会賞           | 脚本賞                                  | デスティン・ダニエル・クレットン                                                          | ノミネート |
| サンフランシスコ映画批評家協会賞     | 主演女優賞                              | ブリー・ラーソン                                                                          | ノミネート |
| シカゴ映画批評家協会賞               | 有望監督賞                              | デスティン・ダニエル・クレットン                                                          | 受賞       |
| シカゴ映画批評家協会賞               | 主演女優賞                              | ブリー・ラーソン                                                                          | ノミネート |
| オンライン映画批評家協会賞           | 作品賞                                  | 『ショート・ターム』                                                                      | ノミネート |
| オンライン映画批評家協会賞           | 脚色賞                                  | デスティン・ダニエル・クレットン                                                          | ノミネート |
| オンライン映画批評家協会賞           | 主演女優賞                              | ブリー・ラーソン                                                                          | ノミネート |
| オースティン映画批評家協会賞         | 主演女優賞                              | ブリー・ラーソン                                                                          | 受賞       |
| オースティン映画批評家協会賞         | ブレイクスルー賞                        | ブリー・ラーソン                                                                          | 受賞       |
| オースティン映画批評家協会賞         | 作品賞                                  | 『ショート・ターム』                                                                      | ノミネート |
| フェニックス映画批評家協会賞         | 作品賞                                  | 『ショート・ターム』                                                                      | ノミネート |
| フェニックス映画批評家協会賞         | 見落とされた作品賞                      | 『ショート・ターム』                                                                      | ノミネート |
| フェニックス映画批評家協会賞         | 若手女優賞                              | ケイトリン・ディーヴァー                                                                  | ノミネート |
| フェニックス映画批評家協会賞         | ブレイクスルー演技賞                    | ブリー・ラーソン                                                                          | ノミネート |
| セントラルオハイオ映画批評家協会賞   | 見落とされた作品賞                      | 『ショート・ターム』                                                                      | 受賞       |
| セントラルオハイオ映画批評家協会賞   | 脚本賞                                  | デスティン・ダニエル・クレットン                                                          | 次点       |
| セントラルオハイオ映画批評家協会賞   | 主演女優賞                              | ブリー・ラーソン                                                                          | 次点       |
| セントラルオハイオ映画批評家協会賞   | ブレイクスルー映画人賞                  | ブリー・ラーソン (本作と『ドン・ジョン』、『The Spectacular Now』を含む演技に対して)      | 次点       |
| セントラルオハイオ映画批評家協会賞   | ブレイクスルー映画人賞                  | デスティン・ダニエル・クレットン (監督・脚本)                                             | ノミネート |
| セントラルオハイオ映画批評家協会賞   | アンサンブル演技賞                      | 『ショート・ターム』                                                                      | ノミネート |
| クリティクス・チョイス・アワード     | 主演女優賞                              | ブリー・ラーソン                                                                          | ノミネート |
| サンタバーバラ国際映画祭             | ヴィルトゥオーソ賞                      | ブリー・ラーソン                                                                          | 受賞       |
| ブラック・リール賞                   | 助演男優賞                              | キース・スタンフィールド                                                                  | ノミネート |
| ブラック・リール賞                   | ブレイクスルー演技賞                    | キース・スタンフィールド                                                                  | ノミネート |
| サテライト賞                         | 歌曲賞                                  | "So You Know What It's Like" - キース・スタンフィールド、デスティン・ダニエル・クレットン | ノミネート |
| インディペンデント・スピリット賞     | 編集賞                                  | ナット・サンダーズ                                                                        | 受賞       |
| インディペンデント・スピリット賞     | 主演女優賞                              | ブリー・ラーソン                                                                          | ノミネート |
| インディペンデント・スピリット賞     | 助演男優賞                              | キース・スタンフィールド                                                                  | ノミネート |